# Butiinae
A Butiinae a pálmafélék (Arecaceae) családjában a Cocoeae nemzetségcsoport egyik alnemzetségcsoportja.

## Származásuk, elterjedésük
A kókuszpálma (Cocos) Délkelet-Ázsiában és a Csendes-óceán déli szigetein honos; a többi nemzetség fajai Amerikában élnek.

## Megjelenésük, felépítésük
Az egyes fajok megjelenése rendkívül változatos: egyaránt vannak köztük magányos törzsű fák (Jubaea spectabilis), csoportos (Syagrus flexuosa) vagy magányos (Butia spp.) törzsű, bokor méretű és fűszerű, a gyepszintben élő fajok (Syagrus graminifolia, Syagrus vagans).
A legtöbb fajnak 16 kromoszómája van.

## Életmódjuk
Nemcsak a fajok külseje, de fagytűrő képessége is rendkívül különböző. Többségük tipikus trópusi növény, amely már a 10–15 °C alatti hőmérsékletet is rosszul viseli, a Jubaea és Butia fajok viszont a legfagytűrőbb pálmák közé tartoznak.

## Rendszertani felosztásuk
A csoportba tíz nemzetséget sorolnak:
- Allagoptera — 5 fajjal
- Butia — 8 fajjal
- kókuszpálma (Cocos) — 1 fajjal
- mézpálma (Jubaea) — 1 recens fajjal
- Jubaeopsis — 1 fajjal
- Lytocaryum — 3 fajjal
- Parajubaea — 2 fajjal
- Polyandrococos — 2 fajjal
- Syagrus — 33 fajjal
- Voanioala — 5 fajjal